# Grand Prix Stanów Zjednoczonych – Wschód 1985
Grand Prix Stanów Zjednoczonych – Wschód 1985 (oryg. Detroit Grand Prix) – szósta runda Mistrzostw Świata Formuły 1 w sezonie 1985, która odbyła się 23 czerwca 1985, po raz czwarty na torze ulicznym w Detroit.
Było to 4. Grand Prix Stanów Zjednoczonych – Wschód zaliczane do Mistrzostw Świata Formuły 1.

## Wyniki

### Wyścig
| Poz | Nr | Kierowca           | Konstruktor            | Okrążenia | Czas/powód NU  | Poz. startowa | Punkty |
| --- | -- | ------------------ | ---------------------- | --------- | -------------- | ------------- | ------ |
| 1   | 6  | Keke Rosberg       | Williams-Honda         | 63        | 1:55:39.851    | 5             | 9      |
| 2   | 28 | Stefan Johansson   | Ferrari                | 63        | + 57.549       | 9             | 6      |
| 3   | 27 | Michele Alboreto   | Ferrari                | 63        | + 1:03.170     | 3             | 4      |
| 4   | 4  | Stefan Bellof      | Tyrrell-Ford           | 63        | + 1:06.225     | 19            | 3      |
| 5   | 11 | Elio de Angelis    | Lotus-Renault          | 63        | + 1:26.966     | 8             | 2      |
| 6   | 7  | Nelson Piquet      | Brabham-BMW            | 62        | + 1 okrążenie  | 10            | 1      |
| 7   | 18 | Thierry Boutsen    | Arrows-BMW             | 62        | + 1 okrążenie  | 21            |        |
| 8   | 8  | Marc Surer         | Brabham-BMW            | 62        | + 1 okrążenie  | 11            |        |
| 9   | 23 | Eddie Cheever      | Alfa Romeo             | 61        | + 2 okrążenia  | 7             |        |
| 10  | 25 | Andrea de Cesaris  | Ligier-Renault         | 61        | + 2 okrążenia  | 17            |        |
| 11  | 17 | Gerhard Berger     | Arrows-BMW             | 60        | + 3 okrążenia  | 24            |        |
| 12  | 26 | Jacques Laffite    | Ligier-Renault         | 58        | + 5 okrążeń    | 16            |        |
| NU  | 12 | Ayrton Senna       | Lotus-Renault          | 51        | Wypadek        | 1             |        |
| NU  | 3  | Martin Brundle     | Tyrrell-Ford           | 30        | Wypadek        | 18            |        |
| NU  | 10 | Philippe Alliot    | RAM-Hart               | 27        | Wypadek        | 23            |        |
| NU  | 5  | Nigel Mansell      | Williams-Honda         | 26        | Wypadek        | 2             |        |
| NU  | 2  | Alain Prost        | McLaren-TAG            | 19        | Hamulce        | 4             |        |
| NU  | 22 | Riccardo Patrese   | Alfa Romeo             | 19        | Elektronika    | 14            |        |
| NU  | 16 | Derek Warwick      | Renault                | 18        | Przen. napędu  | 6             |        |
| NU  | 15 | Patrick Tambay     | Renault                | 15        | Wypadek        | 15            |        |
| NU  | 29 | Pierluigi Martini  | Minardi-Motori Moderni | 11        | Silnik         | 25            |        |
| NU  | 1  | Niki Lauda         | McLaren-TAG            | 10        | Hamulce        | 12            |        |
| NU  | 19 | Teo Fabi           | Toleman-Hart           | 4         | Sprzęgło       | 13            |        |
| NU  | 9  | Manfred Winkelhock | RAM-Hart               | 3         | Turbosprężarka | 20            |        |
| NU  | 24 | Piercarlo Ghinzani | Osella-Alfa Romeo      | 0         | Wypadek        | 22            |        |